# Caraipa foveolata
Caraipa foveolata là một loài thực vật có hoa trong họ Calophyllaceae. Loài này được Huber mô tả khoa học đầu tiên năm 1914.